# Euzetacanthus golvani
Euzetacanthus golvani is een soort haakworm uit het geslacht Euzetacanthus. De worm behoort tot de familie Arhythmacanthidae. Euzetacanthus golvani werd in 1985 beschreven door V. Gupta & S. Fatma .